# Mochnovec křovitý

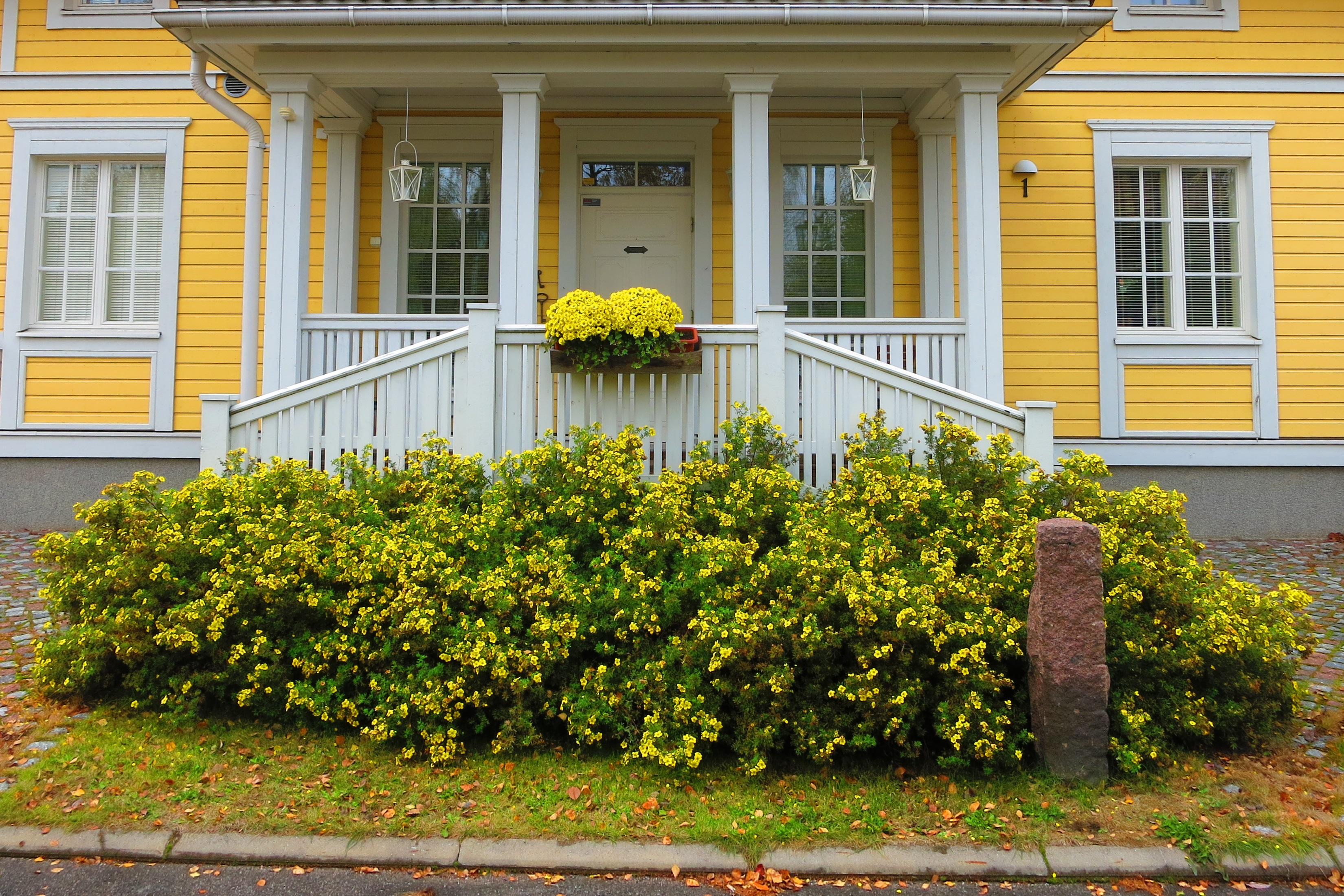
Příklad využití mochnovce křovitého

Mochnovec křovitý (Dasiphora fruticosa) je opadavý keř, průměrně okolo 1 metru vysoký, kvetoucí v letních měsících žlutými květy. Tato rostlina, dlouhodobě známa pod vědeckým jménem mochna křovitá (Potentilla fruticosa), byla na základě podstatně odlišných morfologických i molekulárních znaků přeřazena pod jménem mochnovec křovitý do nového rodu mochnovec.
V České republice není původní druh a je považován za neofyt, který se v českých parcích a okrasných zahradách vysazuje pro nápadné květy, dlouhou dobu kvetení a nenáročnost při pěstování. Postupně zplaňuje a uniká do volné přírody a tam, kde mu místní podmínky vyhovují, samovolně vyrůstá a množí se. Poprvé byl volně rostoucí zjištěn v roce 1977 a je zařazen mezi slabě agresivní invazní rostliny.

## Rozšíření
Druh má rozsáhlý areál na severní polokouli. V Evropě je považován za glaciální relikt a jako původní druh se v její severní části vyskytuje na Britských ostrovech a ve Švédsku, na západě ve Španělsku, Francií a Itálii, na východě v Pobaltí, Rusku, Bulharsku a ve Střední Evropě pouze na Slovensku. V Asii vyrůstá od Uralu, Turecka a severního Kavkazu přes západní i střední Sibiř, Střední Asii, Čínu, Mongolsko a ruský Dálný východ až na Korejský poloostrov a do Japonsko. Na jih od Kavkazu roste na severu Pákistánu a Indie, na jih od Himálaje v Nepálu a Bhútánu. Zabírá také velký areál v Severní Americe, od Aljašky téměř přes celou Kanadu a v převážné části Spojených států amerických.

## Ekologie
Světlomilný, hustě větvený fanerofyt nejlépe rostoucí a kvetoucí v mírně vlhké, dobře propustné a výživné půdě. Je odolný vůči živočišným škůdcům, houbovitým chorobám i nízký teplotám. Snáší krátkodobé sucho, dlouhodobý nedostatek vláhy se ale negativně projevuje na bohatosti kvetení a může společně s velmi vápnitou půdou vyvolat chlorózu, která se způsobí žloutnutí listů a někdy i jejich opad. Keř začíná kvést obvykle v červnu a zůstává v květu po dva až tři měsíce.

## Taxonomie
Někdy jsou rozeznávané dva až tři poddruhy:
- Dasiphora fruticosa subsp. fruticosa
- Dasiphora fruticosa subsp. floribunda
- Dasiphora fruticosa subsp. dryadanthoides

Prvý z nich, nominátní, je tetraploidní až oktoploidní, mívá nejčastěji květy oboupohlavné a převažuje v Evropě a v jižní části svého asijského areálu. Druhý je diploidní, mívá často květy funkčně jednopohlavné a vyskytuje se hlavně v Severní Americe a na severu Asie. Třetí poddruh roste v horách Střední Asie.

## Popis
Opadavý, vzpřímený keř dorůstající do výše 0,5 až 1,5 m. Mladé letorosty jsou chlupaté, starší větve bývají lysé a mají papírově odlupčivou kůru. Jsou porostlé střídavými listy s chlupatými řapíky, mají blanité palisty se srostlými oušky a jsou lichozpeřené. Mívají nejčastěji dva nebo tři páry přísedlých lístků, jež jsou 1 až 2,5 cm dlouhé a 0,5 až 1 cm široké, podlouhle vejčité až kopinaté, na bázi klínovité, po obvodě celistvé a mírně podvinuté, na líci tmavozelené, na rubu světlejší a oboustranně hedvábně chlupaté.
Květy jsou nejčastěji žluté, 1,5 až 5 cm velké, pětičetné a někdy bývají funkčně jen samčí nebo samičí. Vyrůstají jednotlivě na listnatých výhoncích nebo v málokvětých terminálních vrcholících. Kališní lístky mají úzce kopinaté a stejně dlouhé jako jsou vejčité lístky koruny, jež bývají převážně žluté a jen řídce mají barvu bílou či růžovou až načervenalou (kultivary). V květu je větší počet tyčinek rostoucích v několika kruzích, mají žluté prašníky o jediném prašném pouzdru a dále větší počet dlouze chlupatých pestíků s kyjovitými, k vrcholu se rozšiřujícími čnělkami. Květ je schopen opylit se vlastním i cizím pylem přeneseným na bliznu hmyzem přilétající pro nektar, bývají to různé druhy včel.
Plod je tmavě hnědá, dlouze chlupatá nažka uzavřená ve vytrvalém kalichu, která obsahuje několik semen. Rozmnožování semeny se používá jen ve šlechtitelství, jinak se snadno se množí řízky nařezanými z mladých výhonů, jenž se v květnu a červnu vysazují na záhon pod fólii.

## Význam
Mochnovec křovitý patří k důležitým okrasným keřům, které hrají významnou úlohu při tvorbě zahrad a veřejné zeleně. Patří k málo náročným dřevinám odolným vůči chorobám, škůdcům i nízkým teplotám. Na zahradách se nižší odrůdy uplatní jako solitéry, předsadba před vyšší keře, nebo v malých skupinách v kombinaci s travami nebo letničkami. Odrůdy se silným a přímým růstem se nejlépe hodí do nižších kvetoucích živých plotů. Výhodou je dlouhá doba kvetení, která u kultivarů bývá od června až do druhé poloviny října. V mnoha zemích jsou i nadále vytvářené odrůdy vhodné pro místní podmínky.
V České republice se šlechtění nových kultivarů vhodných pro středoevropské klimatické podmínky věnují v Dendrologická zahradě v Průhonicích. Mezi neoblíbenější odrůdy patří: žlutě kvetoucí 'Orlice', 'Olsa', 'Úhlava', 'Svitava', bronzová 'Radbuza' oranžově zlatá 'Oskava', červená 'Jizera' a lososová 'Volyňka'. Mají hustou stavbou keře s větvemi i v dolní části, kde zakrývají okolí a nedávají prostor pro růst plevelů.

## Galerie

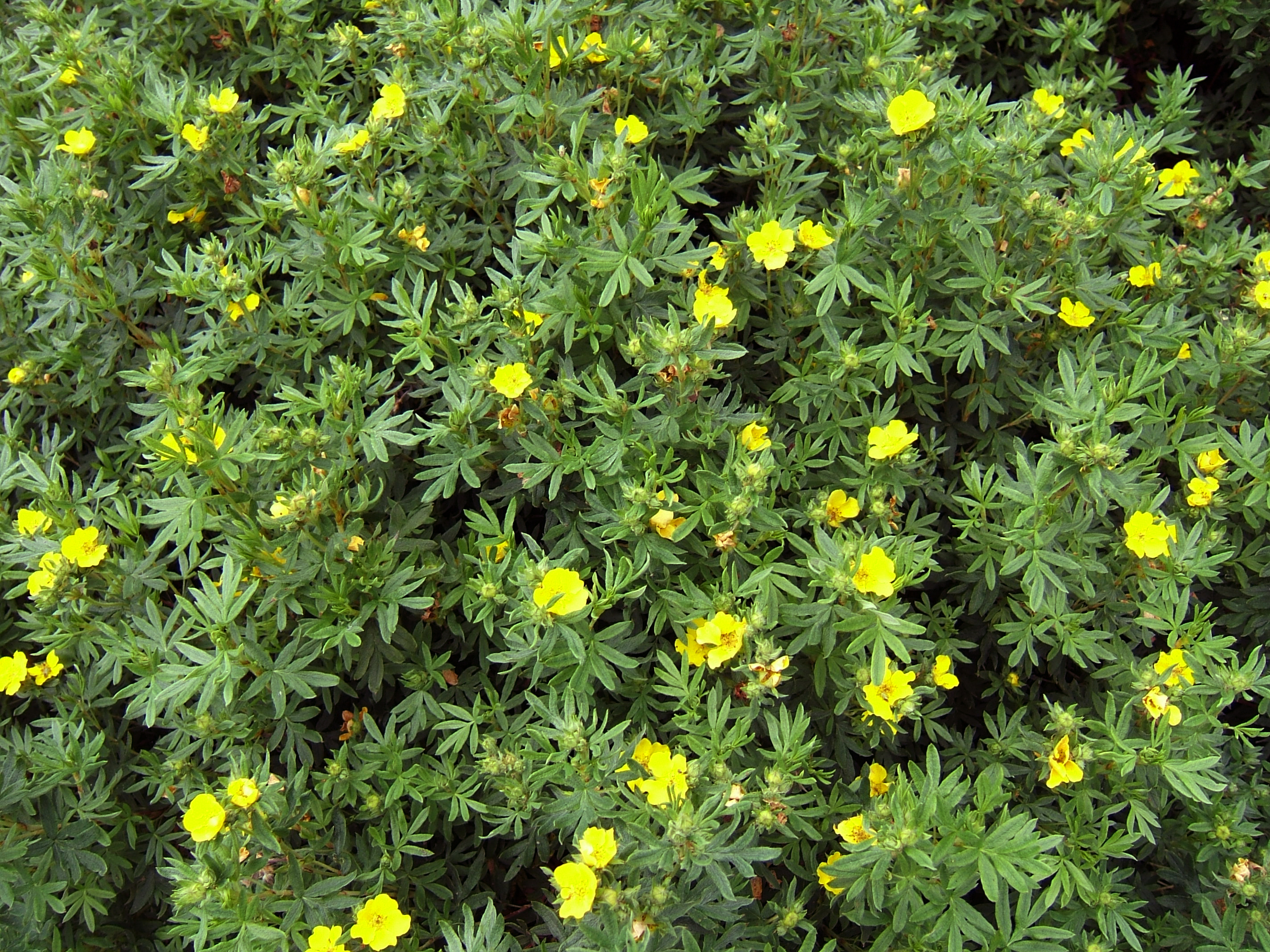
Záhon mochnovce křovitého
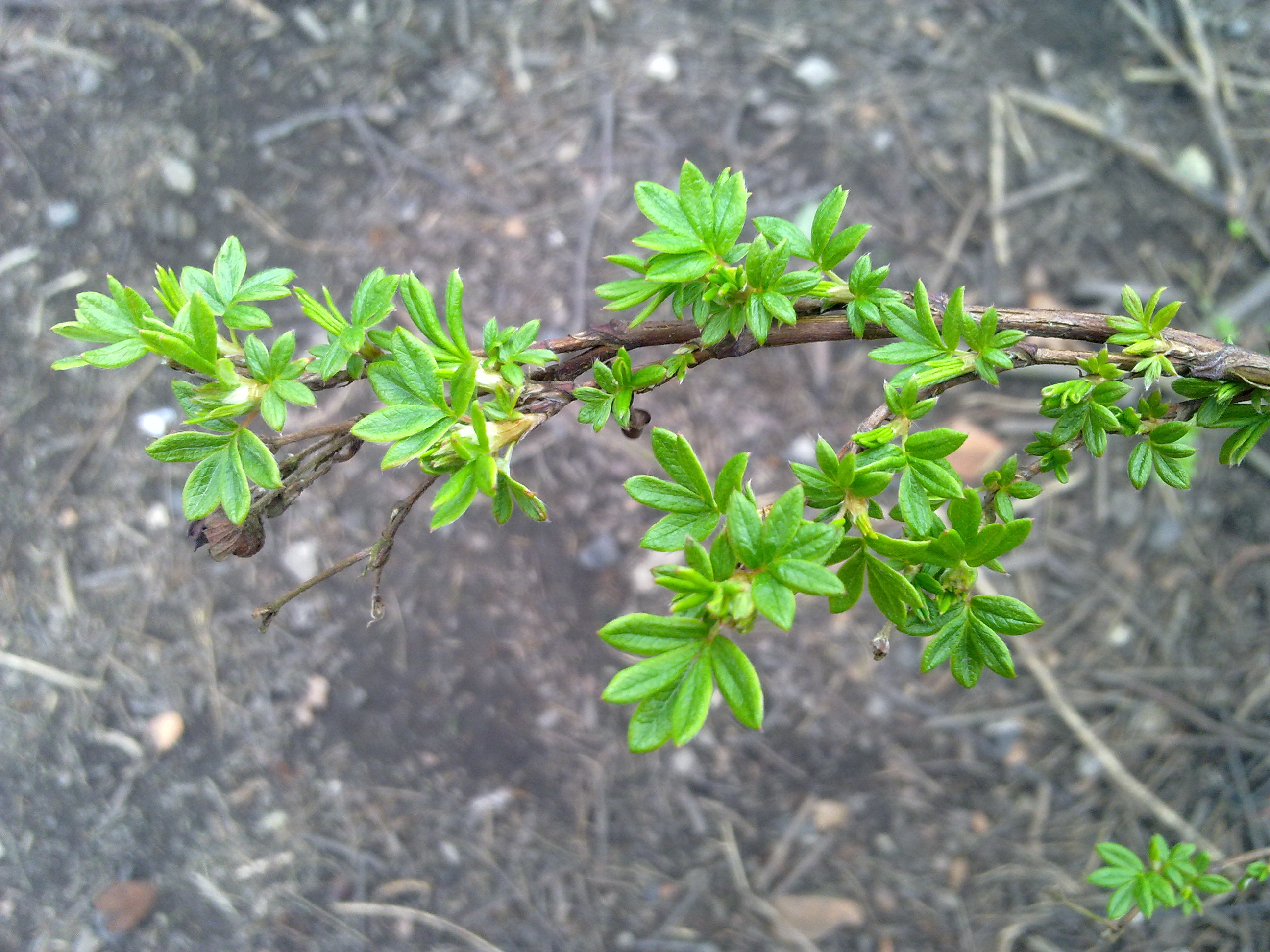
Listy
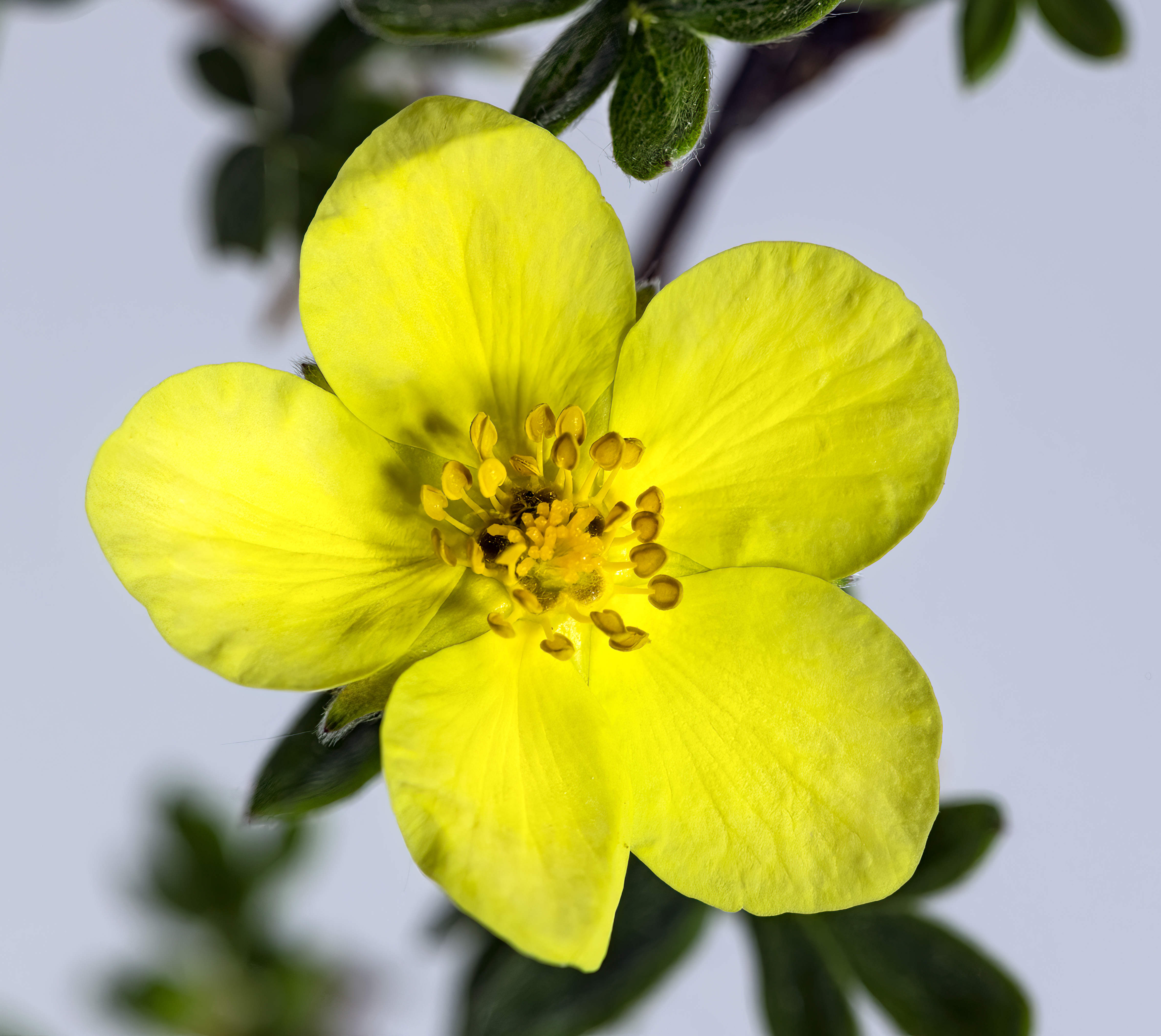
Květ
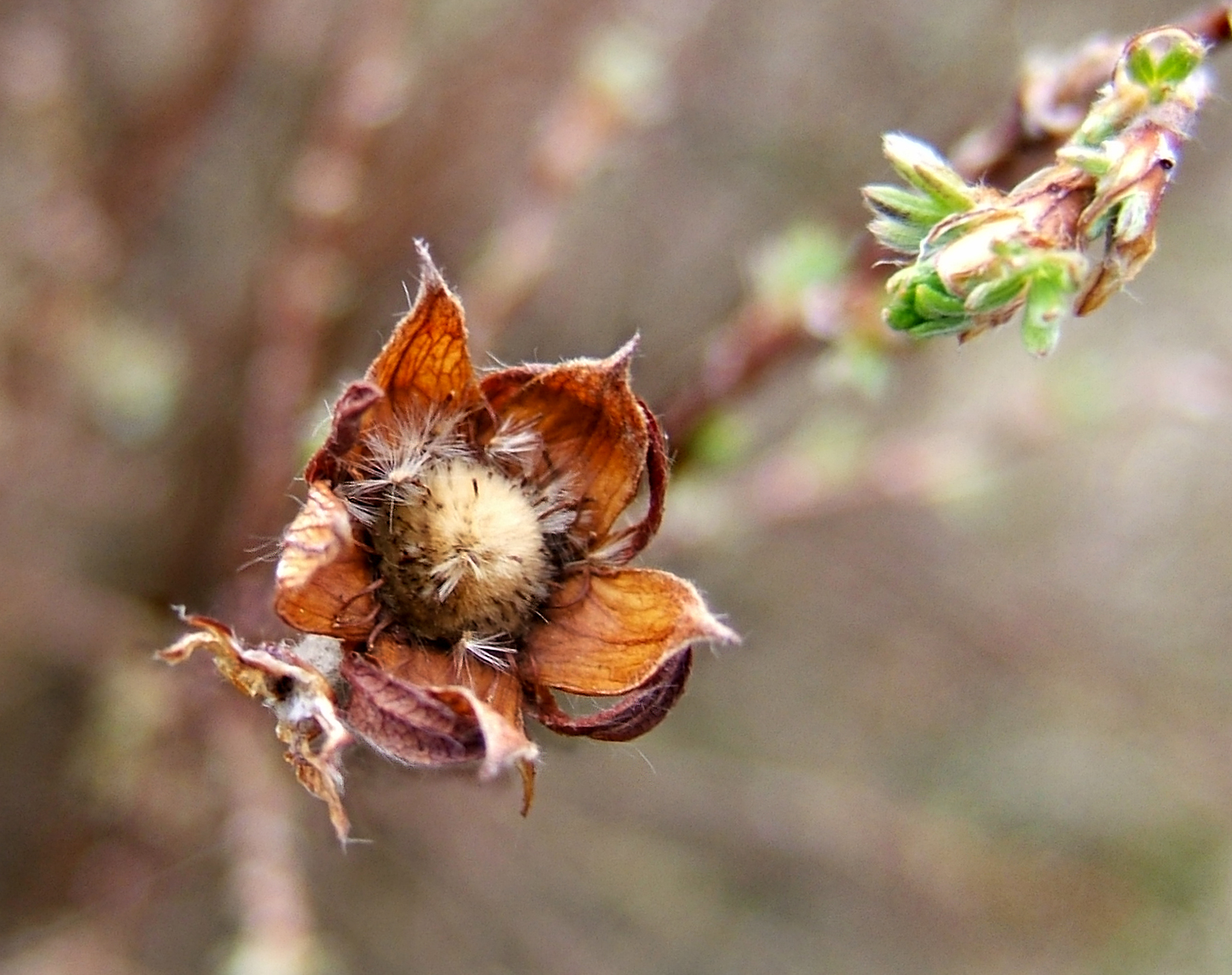
Plod